# Wola (Łówcza)
Wola – część wsi Łówcza w Polsce, położona w województwie podkarpackim, w powiecie lubaczowskim, w gminie Narol. Stanowi zachodnią częśc wsi.
Wierni Kościoła rzymskokatolickiego należą do parafii św. Michała Archanioła w Płazowie.

## Historia
W latach 1939-1941 przez Łówczę przechodziła niemiecko-radziecka linia demarkacyjna. Po stronie niemieckiej znajdował się przysiółek Wola. Ciągi dawnych wałów są na terenie wsi widoczne do dziś. Wola (pod nazwą Łówcza) utworzyła wtedy jedną z pięciu gromad gminy Lipsko w powiecie zamojskim w dystrykcie lubelskim Generalnego Gubernatorstwa. Natomiast Łówcza właściwa weszła w skład rejonu horynieckiego w ZSRR jako sielsowiet. Wraz z wybuchem wojny niemiecko-radzieckiej 22 czerwca 1941, także Łówcza właściwa weszła w skład Generalnego Gubernatorstwa, lecz jej odrębność względem Woli zachowano. Wola – pod nazwą Łówcza – z 294 mieszkańcami należała nadal do gminy Lipsko w powiecie zamojskim w dystrykcie lubelskim, natomiast Łówcza (właściwa) z 1153 mieszkańcami – do gminy Horyniec w powiecie rawskim w dystrykcie Galicja. Po wojnie miejscowości znów połączono.
W latach 1975–1998 miejscowość administracyjnie należała do województwa przemyskiego.